# Étienne Audibert
Pour les articles homonymes, voir Audibert.
Etienne Audibert, né à Marseille le 14 mai 1888 et décédé à Paris le 6 juin 1954, est un ingénieur français, maire de Senlis, vice-président du Conseil général des mines, président d'Électricité de France (EDF) de 1947 à 1949 et de Charbonnages de France et directeur général du CERCHAR,.

## Carrière
Il devint élève des écoles chrétiennes des Mées, puis de l'Institution Sainte-Geneviève à Versailles.
En 1907 il est reçu au concours de l'École Polytechnique en étant classé 6e sur 170 à l'admission.
En janvier 1941 il prend la fonction de maire de la ville de Senlis.
Il est arrêté le 7 juin 1944 par le Sicherheitsdienst puis déporté au camp de Neuengamme. Il rentre en France le 18 mai 1945.

## Distinctions
Chevalier de la Légion d'honneur (décret du 30 juillet 1925)
 Officier de la Légion d'honneur (décret du 31 décembre 1938)
 Commandeur de la Légion d'honneur (décret du 16 octobre 1946)
 Grand officier de la Légion d'honneur (décret du 14 décembre 1949)
 Médaille de la Résistance française
Il reçoit en 1940 la médaille Melchett de l'Institut des combustibles britannique.
Le 18 janvier 1951 la médaille de l'Institut des ingénieurs de mines britannique lui est décernée pour l'année 1950, en reconnaissance de ses contributions vis-à-vis de l'industrie minière, devenant ainsi le second français à obtenir cette distinction.

## Publications
- Étienne Audibert, « Étude expérimentale de la combustion du charbon pulvérisé », Revue de l'industrie minérale, no 73,‎ 1er janvier 1924 (lire en ligne)
- Étienne Audibert, « Le mécanisme de l'oxydation du méthane », Annales des mines et des carburants,‎ 1943 (lire en ligne)
- Étienne Audibert, « Le mécanisme des réactions en chaînes et de la combustion du méthane », Annales des mines et des carburants,‎ janvier 1947 (lire en ligne)
- Étienne Audibert, « Le tir en atmosphère grisouteuse », Annales des mines et des carburants,‎ janvier 1947 (lire en ligne)
- Étienne Audibert et André Raineau, « L'utilisation du mixte de lavage », Annales des mines et des carburants,‎ janvier 1947 (lire en ligne)
- Étienne Audibert et André Raineau, « L'effet des tourbillons sur la stratification du lit de lavage », Annales des mines et des carburants,‎ janvier 1947 (lire en ligne)